# 草の根保守
草の根保守（くさのねほしゅ、grass-roots right）とは草の根運動または草の根民主主義のうち保守に属するもの。

## 日本
歴史教科書問題での自虐史観への反対や、男女共同参画社会への反対がされているが、これらへの反対は保守思想から起きている事柄である。そして反対運動も起きており、この反対運動を行っているのは従来の右翼活動家とは違った普通の市民と思われるような人々である。
井上達夫は元号法制化運動を「下から」の国民運動であったとし、肯定的に評価した。朝日新聞記者の藤生明は、日本青年協議会の内部資料を根拠に、憲法、防衛、教育問題を主題とした1975年の「第1回全国縦断キャラバン」、同年から1976年にかけての昭和天皇在位50年奉祝運動、1977年に元号法制化実現国民会議（1997年から日本会議）によって本格化した元号法制化運動に言及し、これらが地方決議を積み重ねて中央政府を動かす「草の根民族運動」の原形となったと述べた。村上正邦は、左翼の手法から学び、「地方決議が目的達成の早道」だと考えたと述べている。

## アメリカ
2009年よりアメリカ合衆国で起きており社会において大きな勢力を持ちつつあるティーパーティー運動であるが、これらは草の根保守によって行われている運動である。小熊英二によると現代の日本では多くの者が共同体の喪失などから居場所を失っており、そこから居場所を求めて草の根保守になっているとのことであり、草の根保守というのは普通の人々のナショナリズムの行方であるとのこと。